# Dagpo Rinpotché
Pour les articles homonymes, voir Dagpo (homonymie).
Rinpoché
Dagpo Lama Rinpoché
Dagpo ou Dhagpo Rinpotché (tibétain : དགས་པོ་རིན་པོ་ཆེ་, Wylie : dgas po rin po che ; né le 6 février 1932 dans le Kongpo au Tibet), est un tulkou, lama gelugpa du bouddhisme tibétain. Arrivé en France en 1960, il est professeur à l'Institut national des langues et civilisations orientales et fonde l'Institut Ganden Ling.

## Noms
Dagpo est le nom d'une ancienne région du Tibet, Dagpo Rinpotché portait déjà ce nom durant sa vie précédente. À l'INALCO il était nommé Monsieur Jhampa (བྱམས་པ bienveillant ; son nom complet est Dagpo Losang Jamphel Jhampa Gyamtsho Rinpotché.

## Biographie

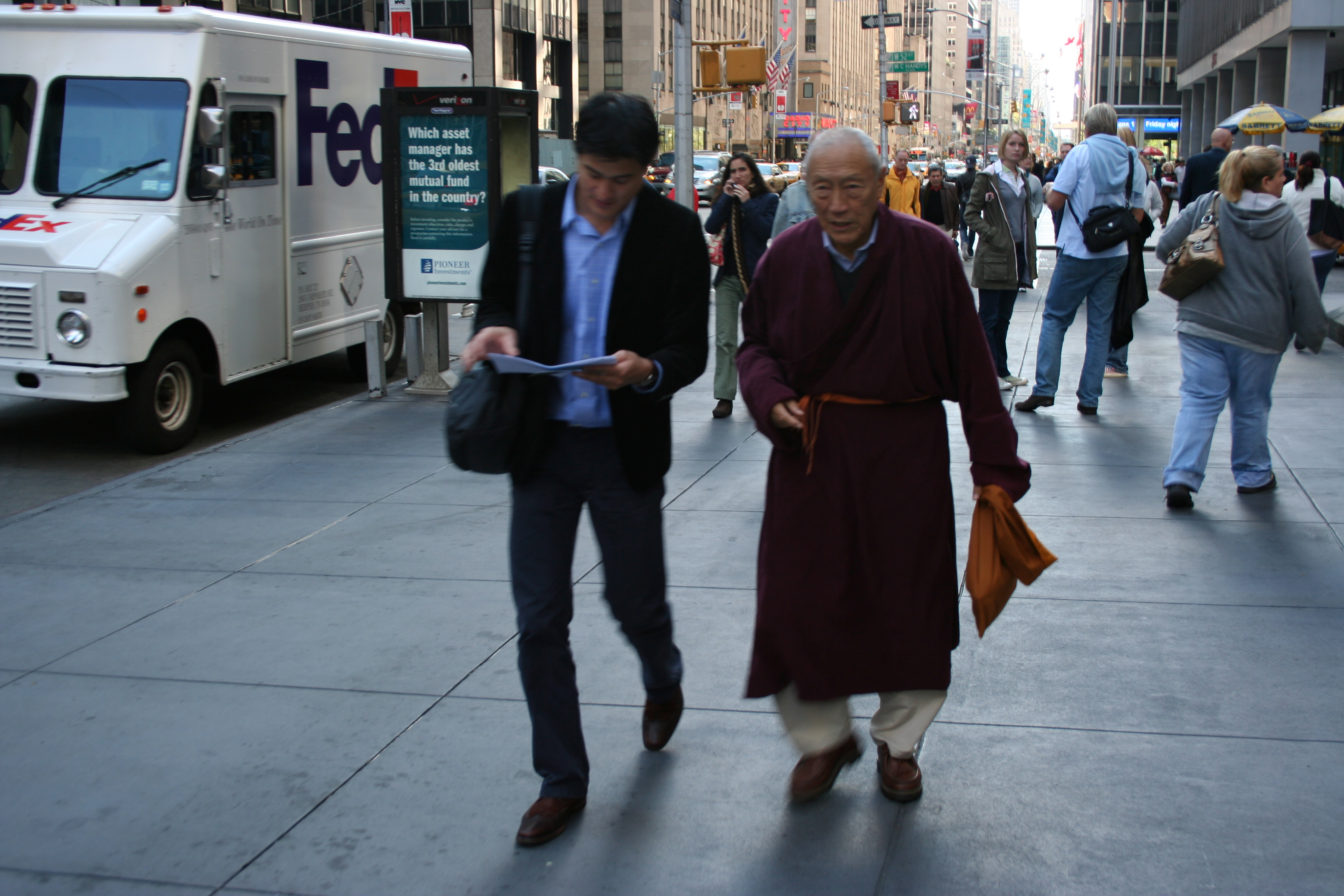
Dagpo Rinpoché à New York le 14 octobre 2007 à l'occasion d'une visite du dalaï-lama.

Dagpo Rinpotché est né dans la région du Kongpo du Tibet , il est reconnu enfant comme réincarnation (tulkou, lama réincarné) d’un maître prestigieux, Dagpo Jampel Lhundrup Lama (1845-1919) par le 13e dalaï-lama. Considéré comme une réincarnation d'une lignée le reliant à Serlingpa et Marpa, le maître de Milarépa, le jeune garçon est élevé dans des monastères au Tibet. Il entreprend des études monastiques dès l'âge de six ans. Il reçoit les enseignements bouddhistes gelugpa dans la plus pure tradition, accomplissant ses études à partir de 1939 au monastère de Bamtcheu, et de 1945 à celui de Dagpo Datsang, réputé pour sa discipline rigoureuse et le bon niveau des études.
À Dagpo Datsang, il rencontre Thoupten Phuntshog lequel ne le quittera plus, devenant son ami, son intendant, son frère et son disciple. À 24 ans, il est entré au grand monastère de Drépung Gomang près de Lhassa, pour y approfondir ses études de philosophie bouddhiste. Il deviendra alors docteur en philosophie bouddhiste (guéshé).
En 1959, il s'enfuit du Tibet avec Thoupten Phuntshog, en raison de la répression systématique de la Chine à l'égard des religieux tibétains, et s'exile en Inde. En 1960, il est un des quatre premiers tibétains en exil à se rendre en France, avec Thoupten Phuntshog ainsi qu'un peintre et son épouse. Remarqué par des tibétologues occidentaux pour sa vaste érudition et son ouverture d'esprit, il est invité par Rolf Stein de l'École pratique des hautes études pour apporter son concours à des recherches sur la civilisation tibétaine. 
En octobre 1962, à la suite de la rencontre de Dagpo Rinpotché et de Paul Ortoli, avec l'aval du 14e dalaï-lama, et avec l’intervention d'André Malraux alors ministre d'État, chargé des Affaires culturelles du Gouvernement Georges Pompidou (1), 20 jeunes enfants tibétains, avec un couple de tuteurs sont envoyés en France par les villages Pestalozzi.
De 1963 à 1992, il enseigne le tibétain et la culture tibétaine à l'Institut national des langues et civilisations orientales (INaLCO), y formant plusieurs générations de tibétologues et traducteurs de plusieurs pays. Marie-Stella Boussemart, une de ses élèves est devenue sa traductrice.
En 1963, à l'occasion de la publication en français de l'autobiographie du 14e dalaï-lama Ma terre et mon peuple, une interview de Dagpo Rinpoché et de Thoupten Phuntshog par Pierre Dumayet est diffusée dans l'émission Lectures pour tous.
En 1973, Dagpo Rinpoché et Thoupten Phuntshog acquièrent la nationalité française.
En 1977, Dagpo Rinpoché donne ses premiers enseignements et conférences sur le bouddhisme, à la demande de ses étudiants et sur les conseils de ses maîtres. 
En 1978, il crée le centre bouddhique de Ganden Ling qui est reconnu en 1995 par le gouvernement français comme une congrégation. La congrégation Ganden Ling, d'obédience Gelugpa, est basée à Veneux-les-Sablons.
Le 11 juillet 2025, Dagpo Rinpotché reçoit la Légion d'honneur, faisant de lui le premier Tibétain à recevoir la plus haute distinction nationale du mérite de France. Elle lui est attribué pour son dévouement de plusieurs décennies à la préservation et à la promotion de la philosophie bouddhiste tibétaine, du dialogue interculturel et à l'enrichissement de la société française par ses activités académiques et spirituelles.

## Son action
Depuis 1978, il enseigne le bouddhisme en France mais aussi dans de nombreux pays d’Europe et d’Asie et il apporte de l’aide aux réfugiés tibétains en Inde, notamment aux maisons de retraites, hôpitaux et monastères (en particulier aux monastères de Dagpo Datsang et Gomang Datsang).
Il a également publié plusieurs textes et ouvrages dont une bibliographie. Il est aussi intervenu de nombreuses fois à la radio et la télévision pour la défense du Tibet.

## Distinctions
- Palmes académiques (1986)[12]
- Chevalier de la Légion d'honneur (11 juillet 2025)[13]

### Livres
- Vocabulaire Philosophique, Institut Guépèle, 1993
- Le Lama venu du Tibet, éd. Grasset et Fasquelle, 1998, 243 p,  (ISBN 2-246-55131-5)
- Le mental et les facteurs mentaux, Institut Guépèle, 1999
- L'esprit et ses fonctions : enseignement donné à l'Institut Vajra Yogini du 2 au 5 juillet 1986, trad. Marie-Stella Boussemard, éd. Vajra Yogini, 2002, 102 p,  (ISBN 2-911582-21-7)
- Le calme mental (1993), trad. Marie-Stella Boussemart, éd. Vajra Yogini, 2002, 60 p,  (ISBN 2-911582-13-6)
- La Guirlande des Etres Fortunés - Pratique fondamentale du Bodhisattva, Institut Guépèle, 2005,  (ISBN 2915066027)

### Préface
- Roland Barraux, Histoire des Dalaï-Lamas, Albin Michel, 1993, 2002,  (ISBN 978-2-226-13317-5)

## Sources
1. ↑  « Dagpo Rimpoché, le lama venu du tibet » [vidéo], 29 janvier 2023
2. ↑  Dagpo Rinpotché, Jean-Philippe Caudron, Le lama venu du Tibet et
3. ↑  Jean-Philippe Caudron, in Le Lama venu du Tibet, Dagpo Rinpoché, ed. Grasset, 1998, 243p,  (ISBN 2-246-55131-5), p. 149
4. 1 2  « Emission Voix Bouddhistes du 27 janvier 2002 "J'ai connu le Tibet libre" » (version du 14 juin 2011 sur Internet Archive), Voix bouddhistes
5. ↑  Marianne Meunier, « Les « enfants » du dalaï-lama, le projet secret entre la France et le Tibet », La Croix,‎ 4 août 2020 (lire en ligne , consulté le 23 avril 2023).
6. ↑  Dalai Lama, Fabien Ouaki et Anne Benson, La Vie est à nous, Introduction, p. 7-18
7. 1 2  Vénérable Dagpo Rinpoche, DharmaPedia
8. ↑  Claire Lesegretain, « La représentante des bouddhistes de France reçue par le ministre de l’intérieur », La Croix,‎ 19 décembre 2012 (lire en ligne, consulté le 31 août 2020).
9. ↑  Jean-Philippe Caudron, Thoupten Phuntshog, J'ai connu le Tibet libre, Grasset, 2001,  (ISBN 2246576318 et 9782246576310), p. 304-305.
10. ↑  Dagpo Rimpoché, Le Lama venu du Tibet, 2014 : "La nationalité française nous a été accordée, à Guéshélags et moi,en 1973. "
11. ↑  (en-US) « Dagpo Rinpoche becomes first Tibetan honoured with France’s Legion of Honour », sur Phayul, 16 juillet 2025 (consulté le 17 juillet 2025)
12. ↑  Le Lama venu du Tibet
13. ↑  « Décret du 11 juillet 2025 portant promotion et nomination dans l'ordre national de la Légion d'honneur »